# Jose Tomas Sanchez
Jose Tomas Sanchez (Pandan, 17 maart 1920 - Manilla, 9 maart 2012) was een Filipijns geestelijke en kardinaal van de Rooms-Katholieke Kerk.
Sanchez, die werd geboren in Pandan in de provincie Catanduanes, volgde zijn priesteropleiding aan de Holy Rosary seminarie in Naga. Hij behaalde bovendien een doctoraat theologie aan de University of Santo Tomas in Manilla. Sanchez werd tot priester gewijd op 12 mei 1946. Als priester werkte hij in de parochies van Sorsogon City en Legazpi. Ook gaf hij les op diverse scholen, seminaries en universiteiten.
Van 1968 tot 1972 was Sanchez hulpbisschop van het aartsbisdom van Caceres en titulair bisschop van Lesvi. Vanaf 12 december 1972 was hij bisschop-coadjutor van het bisdom van Lucena, waarna hij op 25 september 1976 werd benoemd als de nieuwe bisschop van dat bisdom. Zes jaar later werd hij op 12 januari 1982 benoemd als aartsbisschop van Nueva Segovia.
Van 1985 tot 1991 was hij secretaris van de Congregatie voor de Evangelisatie van de Volkeren in de Romeinse Curie. Op 28 juni 1991 werd Sanchez door paus Johannes Paulus II kardinaal gecreëerd met de rang van kardinaal-diaken. Zijn titeldiakonie werd de San Pio V a Villa Carpegna. In juli van dat jaar werd hij benoemd tot prefect van de Congregatie voor de Clerus. Deze functie zou hij tot 1996 vervullen. Daarnaast was Sanchez van 1991 tot 1993 president van de Commissie voor het behoud van artistieke en historische erfgoed van de kerk.
Op 12 mei 2002 werd Sanchez kardinaal-priester. Zijn titeldiakonie werd pro hac vice zijn titelkerk.
Kardinaal Sanchez is nooit bij een conclaaf aanwezig geweest. Toen op 2 april 2005 paus Johannes Paulus II overleed was Sanchez de 80 al gepasseerd en mocht hij derhalve niet deelnemen aan het Conclaaf van 2005. Door de slechte gezondheid van Jaime Sin was Ricardo Vidal daardoor de enige Filipijnse kardinaal die aanwezig was bij de verkiezing van paus Benedictus XVI.
Sanchez overleed in 2012, een week voor zijn 92e verjaardag.
- Virtual International Authority File: 311212089